# 時報 (新聞)
時報（じほう）は、中国・上海で1904年6月から1939年（民国28年）9月まで発行されていた中国語日刊新聞。日本留学経験がある狄楚青によって創刊され、申報、新聞報とならぶ当時の中国の有力紙として発行されていた。